# Boris Savčenko
Boris Vladimirovič Savčenko (in russo Борис Владимирович Савченко?, traslitterato Boris Savchenko nei paesi anglofoni; Leningrado, 10 luglio 1986) è uno scacchista russo.
All'età di otto anni si trasferisce con la famiglia a Krasnodar, dove passa l'infanzia. Successivamente studia alla Russian State University for the Humanities di Mosca. Ottiene il titolo di Grande Maestro nel 2007, all'età di 21 anni.
Ha raggiunto il massimo rating FIDE in aprile 2009, con 2.655 punti Elo. 

## Principali risultati
- 2008:  vince il campionato di Mosca.
- 2009:  vince l'open di Baku (davanti a Kamskij, Smiryn e Məmmədyarov).
- 2012:  vince il trofeo Nežmetdinov di Kazan'.[2]
- 2013:  vince il torneo open di Mosca, davanti a Jan Nepomnjaščij.
- 2014:  vince il torneo Zudov Memorial di Nižnij Tagil.[3]
- 2016:  vince il campionato di Mosca.
- 2019:  vince il torneo open di Mosca con 7,5 su 9 [4] e il Torneo Alekhine Memorial con 7 su 9 e miglior Buchholz su Visakh N R.[5]